# Neuhaeusel
Neuhaeusel (Neuhäusel in tedesco) è un comune francese di 395 abitanti situato nel dipartimento del Basso Reno nella regione del Grand Est. Il paese si trova sul fiume Reno, e confina col comune tedesco di Iffezheim.

## Società

### Evoluzione demografica
Abitanti censiti